# B1 FC
Der B1 Football Club ist ein Fußballverein auf der Karibikinsel St. Lucia. Der Verein spielt in der SLFA First Division, der höchsten Spielklasse des Landes. Er wurde im Jahr 2015 in der Stadt Marchand, im Distrikt Castries, gegründet.

## Geschichte
Der B1 FC wurde 2015 gegründet und spielte zunächst in den unteren Ligen. Im Jahr 2021 erreichte der Verein den dritten Platz in der zweiten Liga und stieg damit in die SLFA First Division auf, da die U19 von St. Lucia nicht Erstklassig spielen darf. In der darauffolgenden Saison gewann der Club als Aufsteiger überraschend die Meisterschaft. 2023 stieg B1 FC als Titelverteidiger ab.
Der bekannteste Spieler des B1 Football Club ist Andrus Remy, der derzeit in der Nationalmannschaft von St. Lucia spielt.

## Stadion
Die Heimspielstätte des B1 Football Club ist das Marchand Playing Field, das eine Kapazität von 3000 Zuschauern hat.

## Teilnahme an internationalen CONCACAF-Turnieren
| Saison | Wettbewerb                | Runde        | Gegner            | Ergebnis |
| 2023   | CONCACAF Caribbean Shield | Gruppenphase | AS Etoile Matoury | 0:4      |
| 2023   | CONCACAF Caribbean Shield | Gruppenphase | O&M FC            | 2:8      |
| 2023   | CONCACAF Caribbean Shield | Gruppenphase | SV Robinhood      | 0:5      |